# IC 436
IC 436 — галактика типу *3 (потрійна зірка) у сузір'ї Візничий.
Цей об'єкт міститься в оригінальній редакції індексного каталогу.